# علم جزر العذراء البريطانية

العلم التجاري

علم حاكم جزر العذراء البريطانية

أعتمد علم الجزر العذراء البريطانية في 15 تشرين الثاني - نوفمبر من سنة 1960 .